# Центр образования № 10 (Новомосковск)
Школа № 10 — одно из старейших средних учебных заведений города Новомосковска (Тульская область), которое было открыто в 1935 году. Единственная школа из восьми открытых в довоенные и послевоенные годы в Заводском районе, которая функционирует по состоянию на 2010-е годы.
Полное наименование — Муниципальное казённое общеобразовательное учреждение «Средняя общеобразовательная школа № 10» города Новомосковск.

## История
Долгое время из-за уничтожения довоенных архивов годом открытия школы считался ориентировочно 1937 год. В 2005 году в справочно-информационном фонде Центрального государственного архива Московской области в «Списке начальных, неполных средних и средних школ Московской области» были обнаружены точные сведения, согласно которым 1 января 1937 года была известна Сталиногорская неполная средняя школа № 10 (город Сталиногорск, Транспортная улица), открытая 25 сентября 1935 года. Первым директором школы была Анна Васильевна Холод, в школе работало 17 учителей и обучалось 650 учеников.
Во время оккупации города в годы Великой Отечественной войны зданию школы был нанесён значительный ущерб. По свидетельству очевидцев, немецкие войска устроили на первом этаже школы конюшни.
После войны при школе был организован военно-патриотический клуб «Искра». Пионерской дружине школы № 10 было присвоено имя Василия Дмитриевича Анискина (род. 1924), ученика школы № 3, участника боевой группы сталиногорской подпольной организации «Смерть фашизму!», схваченного и расстрелянного на станции Маклец 30 ноября 1941 года.
По состоянию на начало 2010-х годов школа предлагает программы общего, профильного и дополнительного образования для детей в сотрудничестве с учреждениями дополнительного образования (МОУ «Детская школа искусств», ДК Заводского района), профессиональными образовательными учреждениями (Новомосковский филиал Российского химико-технологического университета им. Д.И. Менделеева), учреждениями профессиональной подготовки педагогов (МОУДО «Информационно-методической центр» города Новомосковска, Институт повышения квалификации и профессиональной переподготовки работников образования Тульской области).